# Harpactea minuta
Harpactea minuta là một loài nhện trong họ Dysderidae.
Loài này thuộc chi Harpactea. Harpactea minuta được miêu tả năm 1974 bởi Alicata.